# Peugeot 5008 (2024)
La terza generazione della Peugeot 5008, un SUV della casa automobilistica francese Peugeot, è prodotta dal 2024.

## Presentazione e profilo

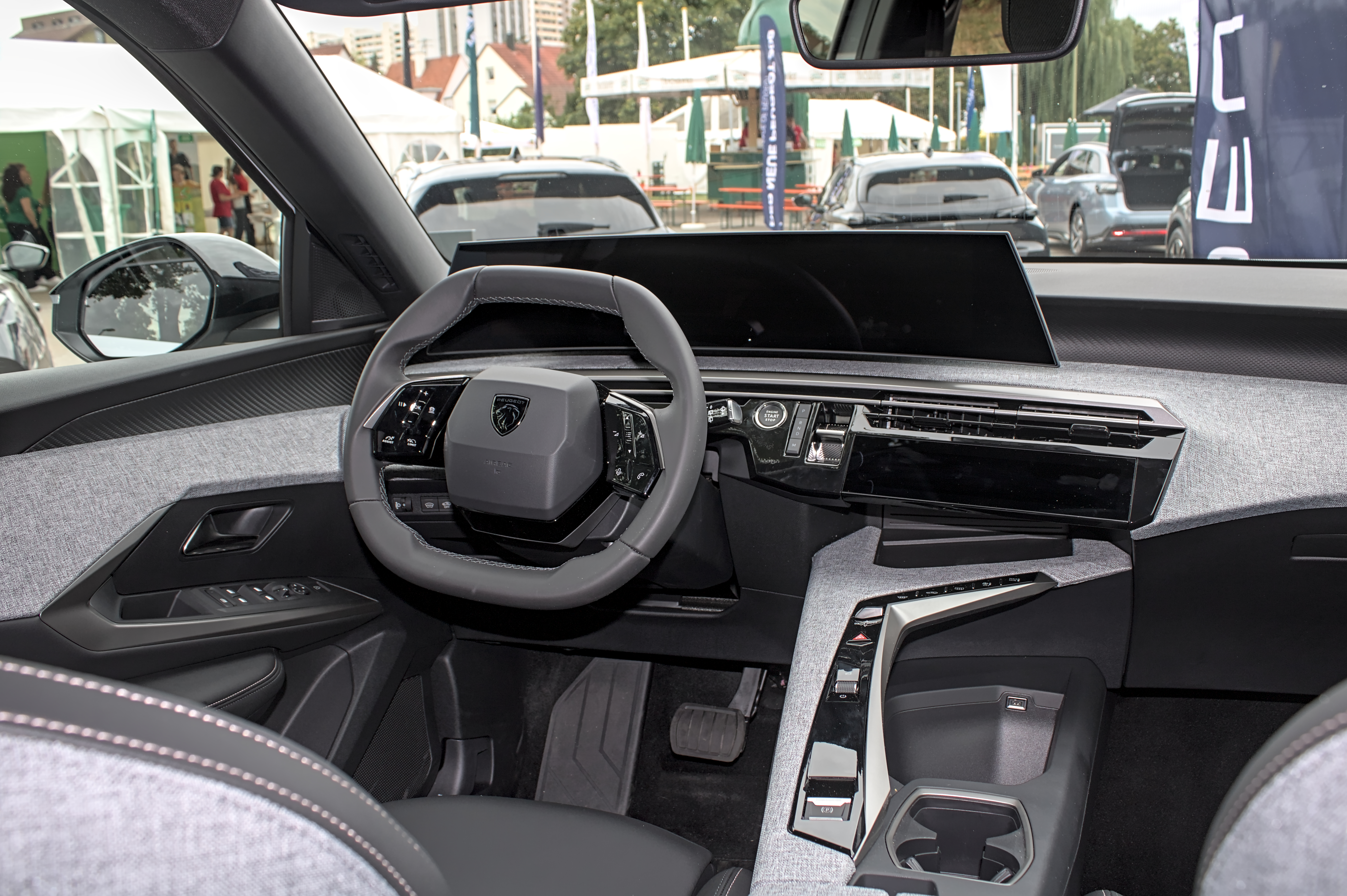
Interni

La terza generazione del 5008 è stata presentata nel marzo 2024.
Il 5008 è basato sulla pianale STLA Medium (evoluzione della pianale EMP2) del gruppo Stellantis, la stessa utilizzata dalla 3008.
È 15 centimetri più lungo del suo predecessore, 4 centimetri più largo e 5 centimetri più alta.
Come per le generazioni precedenti, la 5008 è una versione allungata della 3008, con 7 posti di serie. Riprende quindi parte del design del frontale e della plancia i-Cockpit.
Per facilitare l'accesso agli ultimi 2 posti, c'è un sistema di ribaltamento automatico dei sedili della seconda fila. 
Le motorizzazioni vanno dall'ibrido semplice all'elettrico, compreso l'ibrido ricaricabile.
Questa terza generazione utilizza il motore turbo benzina 1.2 litri PureTech a 3 cilindri dotato di microibridazione a 48 V e abbinato al cambio automatico a doppia frizione (e-DCS6), che sviluppa una potenza di 136 cavalli.
Inoltre Peugeot offre anche un'unità ibrida plug-in da 195 cavalli, equipaggiata con un motore turbo benzina 1.6 PureTech a 4 cilindri da 150 cavalli e abbinato ad un motore elettrico. Questo propulsore è associato ad un cambio automatico a 7 rapporti e consente una guida 100% elettrica per 80 km. Il serbatoio del carburante aumenta a 55 litri.
Tutti i cambi automatici sono prodotti dalla belga Punch Powertrain.
La vettura utilizza anche elettriche, con 2 pacchi batterie e 3 motori:
- 210 cavalli e batteria da 73 kWh (autonomia di 502 km);
- 230 cavalli e batteria da 98 kWh (autonomia di 660 km);
- 320 cavalli (due motori) e batteria da 73 kWh (autonomia di 500 km). Il secondo motore fa perdere 30 litri di capacità del bagagliaio.

La potenza di ricarica di 160 kW permette al veicolo di passare dal 20 all'80% di autonomia in 30 minuti.